# Svartörsrevet
Svartörsrevet is een Zweeds eiland behorend tot de Lule-archipel. Het eiland ligt in het noorden van de Botnische Golf.  Het heeft geen vaste oeververbinding en heeft geen bebouwing. Het ligt ten zuidoosten van Svartören.